# Plast
Cet article concerne la ville de Russie. Pour l'organisation scoute ukrainienne, voir Plast (organisation).
Plast (en russe : Пласт) est une ville de l'oblast de Tcheliabinsk, en Russie, et le centre administratif du raïon de Plast. Sa population s'élevait à 18 379 habitants en 2021.

## Géographie
Plast est située sur le versant oriental de l'Oural, à 127 km au sud-ouest de Tcheliabinsk.

## Histoire
Plast est fondée au XIXe siècle pour l'exploitation d'une mine d'or. Elle accède au statut de commune urbaine en 1929 puis à celui de ville le 7 octobre 1940.

## Population
Recensements (*) ou estimations de la population
| 1931  | 1939*  | 1959*  | 1970*  | 1979*  |
| ----- | ------ | ------ | ------ | ------ |
| 9 900 | 31 144 | 25 897 | 22 746 | 19 271 |

| 1989*  | 2002*  | 2010*  | 2012   | 2013   |
| ------ | ------ | ------ | ------ | ------ |
| 18 880 | 17 422 | 17 342 | 17 248 | 17 209 |

| 2016   | 2019   | 2021   | - | - |
| ------ | ------ | ------ | - | - |
| 17 483 | 17 254 | 18 379 | - | - |